# 諏訪地方連続放火事件
諏訪地方連続放火事件（すわちほうれんぞくほうかじけん）とは、2006年（平成18年）4月から5月にかけて、長野県諏訪地方の諏訪市・諏訪郡下諏訪町で中学校の体育館・資材小屋・自動車が放火され全焼し、さらに茅野市でも放火が行われた連続放火事件。諏訪市在住の自称「熊田曜子ソックリさん」でくまぇりと名乗っていた当時20歳の女性（2016年に刑務所を出所）が、自身のブログで火災写真を掲載していたことでも注目された。

## 概要
女性は諏訪地方と茅野市で以下9件の放火事件を起こした。　
- 2006年（平成18年）4月13日 - 諏訪市内の農作業小屋で火災が発生、外壁など約1.2m2を焼いた[3][4]。
- 2006年（平成18年）4月17日 - 下諏訪町の女性宅近くにあった資材小屋で火災が発生[4][5]。
- 2006年（平成18年）4月20日 - 諏訪市の畑で駐車していた軽自動車から火災が発生[4]。
- 2006年（平成18年）4月23日 - 茅野市の2階建て廃屋から火災が発生[4]。
- 2006年（平成18年）4月30日 - 諏訪市内の放置車両から火災が発生[4]。
- 2006年（平成18年）4月30日 - 諏訪市湖南の2階建て空き家が全焼[4]。
- 2006年（平成18年）5月11日 - 諏訪市内の中学校体育館に侵入して体育館入口に灯油をまき、渡り廊下約800m2が全焼[4][6]。
- 2006年（平成18年）5月21日 - 茅野市宮川のアパートの外壁約125m2を焼いた[4][7]。
- 2006年（平成18年）5月26日 - 下諏訪町の自動車修理工場に駐車していた乗用車6台に火をつけ全焼させた[2][4]。

女性は、自称ネットアイドルとしてブログを開設するなどしており、自ら放火した火災の様子を収めた写真を、近所で火災があったとして自身のブログに掲載していた。女性が逮捕された後も関連サイトがすぐには閉鎖されなかったため、この事件はインターネット上でも「火事手伝い」として大きな話題となった。また、現場で撮影した写真が地元紙に掲載されたこともあったが、その時は第三者を装って地元紙に提供していた。
2006年7月8日、長野県警捜査一課と諏訪警察署は女性を建造物等以外放火容疑で逮捕した。逮捕後の調べに対し女は、動機として「（いじめによる）母校への恨み」や「地元（諏訪市）を有名にしたかった」などと供述していた。
2006年7月28日、長野地検松本支部は5月26日の放火事件に関して女性を建造物等以外放火罪で起訴した。

## 裁判
2006年9月25日、長野地裁松本支部（峯俊之裁判長）で初公判が開かれ、起訴された3件の放火事件のうち2件について女性は起訴事実を認めた。その後、女性が自供した放火事件全9件について公判中に立件、追起訴された。
2007年1月29日、2006年12月に追起訴された3件の放火事件について女性は起訴事実を認めた。
2007年3月5日、論告求刑公判が開かれ、検察側は「自己中心的な動機に酌量の余地はない」として女性に懲役13年を求刑し、一連の裁判が結審した。
2007年4月9日、長野地裁松本支部（峯俊之裁判長）で判決公判が開かれ「短絡的で自己中心的な動機に酌量の余地は全くない」として女性に対し懲役10年の判決を言い渡した。判決言い渡し後、裁判長は「あなたはまだ若い。社会復帰してからの時間の方が長い。反省し、罪を償い、自分の生きる道を探って欲しい」と説諭した。
この判決に対し検察側、女性側の双方が控訴しなかったため、懲役10年の判決が確定した。

## その他
- 逮捕当日の2006年7月8日、女性は読者モデル「くまぇり」として総合週刊誌『SPA!』に掲載されるグラビアのため、水着姿による写真撮影をする予定になっていた。撮影に出向く直前に長野県警察の捜査員が自宅を訪れたが、撮影を行いたいという本人の意志が強く、女性捜査員が同行して撮影は予定通りに行われ、撮影終了直後に女性は逮捕された。このとき撮影された写真は、当初予定されていたグラビアアイドルの取り上げ方ではなく、ニュース写真として『SPA!』に掲載された[24][25]。
- 放火以外の事件に、諏訪市や富士見町内の道路に大きな石やブロックを置いて自動車の運転を妨害するという交通妨害を16件も行っていた[26][27]。16件のうち3件は自動車が衝突して物損事故となっている[27]。
- 茅野警察署での勾留中に自殺を図ったが、自殺未遂に終わっていることが『創』2007年5月号に掲載された本人が判決前に綴った手記で明かされている[28]。